# Aldous Huxley
Aldous Leonard Huxley (Godalming, 26. srpnja 1894. – Los Angeles, 22. studenog 1963.), engleski književnik.
Djelovao je kao novinar, kazališni, likovni i glazbeni kritičar. Sedam godina boravio je u Italiji, a 1926. putuje oko svijeta. Od 1937. boravio u Kaliforniji. Javio se misaonom lirikom s jakim pesimističkim tonovima. U prvom razdoblju svojeg stvaranja prosvjeduje protiv životne besmislenosti, a u drugom razdoblju sve se više javlja mistična aura te se odaje studiju istočnjačke i zapadnjačke mistike. Pod kraj života uživao je halucinogene i opisivao njihov učinak. Prvi put uzima meskalin 1953. Čak je na samrti zamolio da mu se da doza LSD-a. Svoja iskustva s halucinogenim drogama, koja je pomno pratio tako što je bilježio doživljaje i snimao razgovore pod opijatima na diktafon, objavljuje u knjizi Vrata percepcije (1954.) i u eseju Raj i Pakao (1956.).
Njegov djed, Thomas Henry Huxley, bio je jedan od prvih pristaša Darvinizma, odnosno teorije evolucije i autora epifenomenalizma svijesti. Epifenomen je zapravo nus-pojava - nečim je uzrokovana, a ništa ne uzrokuje, tako je i svijest nečim uzrokovana, a ništa ne uzrokuje. Naime, svijest je proizvod tjelesnih i moždanih funkcija, ali sama ne utječe na moždane i tjelesne funkcije.

## Životopis
Aldous Huxley se rodio 26. srpnja 1894. u Godalmingu u grofoviji Surrey. Otac mu je bio Leonard Huxely, najstariji sin poznatog biologa i "darwinovog buldoga" Thomasa Henryja Huxleya, a polubrat Andrew Huxley, dobitnik Nobelove nagrade za medicinu.
Majka Aldousa Huxleya, Julija Arnold, umrla je 1908. kad mu je bilo 14 godina. Iste godine umrla mu je i sestra Roberta u nepovezanom incidentu. 
Huxley se obrazovao u Etonu, jednoj od najslavnijih i najpoznatijih engleskih privatnih škola, te je htio postati liječnikom. U tome ga je spriječio keratitis, koji ga je u roku od nekoliko mjeseci gotovo potpuno oslijepio. Naučio je čitati knjige i glazbene tekstove Brailleovim pismom, služeći se uz to pisaćim strojem. Tako se, uz određenu pomoć instruktora, nastavio obrazovati. Kad je imao oko osamnaest godina napisao je čitav jedan roman, koji nikad nije pročitao – pisao ga je naslijepo na pisaćem stroju, a kasnije, kad je opet progledao, roman je bio izgubljen. Postepeno mu se vid na jednom oku popravio dovoljno da mu omogući čitanje uz pomoć povećala, pa je na Oxfordu nastavio svoje školovanje. Kako mu prirodoznanstvena karijera zbog defektnog vida više nije dolazila u obzir, na Oxfordu je slušao englesku književnost i lingvistiku. Diplomirao je 1916. s počastima.
Huxley je svoju književnu karijeru započeo kao pjesnik te je 1916. objavio svoju prvu knjigu stihova, kojom se priključio tzv. imaginistima. Godine 1919. oženio se s Marijom Nys, Belgijankom koja je za vrijeme Prvog svjetskog rata došla u Englesku kao izbjeglica, te s kojom je imao svoje jedino dijete Matthewa. Sljedećih nekoliko godina bavio se književnim žurnalizmom, surađujući u raznim časopisima. Pisao je kazališne, likovne i glazbene kritike te književne prikaze i prigodne članke. Pošto se okušao kao pjesnik i pripovjedač, 1921. objavljuje svoj prvi roman "Cromovo žutilo" u kojem satirizira interese i modu svog vremena. 
Tijekom 1920-ih i ranih 1930-ih većinom je živio u Italiji i Francuskoj. U tom razdoblju napisao je romane koji su ga učinili slavnim - "Kontrapunkt", u kojem prikazuje nihilistički karakter 20-ih godina 20-og stoljeća, i "Vrli novi svijet", ironičnu viziju buduće utopije. 1937. preselio se u SAD. Nakon Drugog svjetskog rata, u kojem se nije borio, postao je vegetarijanac, a nekoliko godina potom počeo je eksperimentirati s halucinogenom drogom meskalinom. Posljedice tih eksperimenata su esej "Vrata percepcije", koji je bio inspiracija za grupu "The Doors", i njegov nastavak "Raj i pakao". 
Huxleyeva žena Marija umrla je 1955. od raka te se on 1956. ženi s Laurom Archer. 1960. Huxleyu je dijagnosticiran rak grla te je, u godinama što su uslijedile, napisao još samo jedan roman, utopiju "Otok". Na samrtnoj postelji zatražio je 100 mikrograma LSD-a te je sljedećeg jutra, 22. studenog 1963., spokojno dočekao smrt. Istog dana umrli su i John F. Kennedy te drugi poznati britanski pisac, C. S. Lewis.

## Važnija djela
- Glazba noću
- Cromovo žutilo (Crome Yellow) 1921.
- Kontrapunkt života (Point Counter Point) 1928.
- Vrli novi svijet (Brave New World) 1932.
- Slijepi u Gazi (Eyeless in Gaza) 1936.
- Giocondin osmijeh 1938.
- Poslije mnogo ljeta (After Many a Summer) 1939.
- Vrijeme mora jednom stati (Time Must Have a Stop) 1944.
- Majmun i bit (Ape and Essence) 1948.
- Vrata percepcije (The Doors of Perception) 1954.
- Genij i boginja (The Genius and the Goddess) 1955.
- Otok (Island) 1962.* [

## Vanjske poveznice
- Aldous Leonard Huxley Hrvatska enciklopedija